# Championnats du monde de cyclisme sur piste 1955
Navigation
Cologne 1954 Copenhague  1956
Les Championnats du monde de cyclisme sur piste 1955 ont eu lieu du 31 août au 5 septembre à Milan, en Italie.

## Résultats

### Podiums professionnels
| Compétition | Or                        | Argent                | Bronze                  |
| ----------- | ------------------------- | --------------------- | ----------------------- |
| Vitesse     | Antonio Maspes Italie     | Oscar Plattner Suisse | Arie van Vliet Pays-Bas |
| Poursuite   | Guido Messina Italie      | René Strehler Suisse  | Wim van Est Pays-Bas    |
| Demi-fond   | Guillermo Timoner Espagne | Walter Bucher Suisse  | Giuseppe Martino Italie |

### Podiums amateurs
| Compétition | Or                       | Argent                       | Bronze                   |
| ----------- | ------------------------ | ---------------------------- | ------------------------ |
| Vitesse     | Giuseppe Ogna Italie     | Jorge Bátiz Argentine        | John Tressider Australie |
| Poursuite   | Norman Sheil Royaume-Uni | Peter Broterthon Royaume-Uni | Leandro Faggin Italie    |

## Tableau des médailles
| Rang | Nation          | Or | Argent | Bronze | Total |
| ---- | --------------- | -- | ------ | ------ | ----- |
| 1    | Italie          | 3  | 0      | 2      | 5     |
| 2    | Grande-Bretagne | 1  | 1      | 0      | 2     |
| 3    | Espagne         | 1  | 0      | 0      | 1     |
| 4    | Suisse          | 0  | 3      | 0      | 3     |
| 5    | Argentine       | 0  | 1      | 0      | 1     |
| 6    | Pays-Bas        | 0  | 0      | 2      | 2     |
| 7    | Australie       | 0  | 0      | 1      | 1     |